# فرانك فالون
فرانك فالون (بالإنجليزية: Frank Fallon) هو صحفي رياضي أمريكي، ولد في 20 مارس 1896، وتوفي في 29 نوفمبر 1973.